# بخش واترلو (شهرستان آتن، اوهایو)
بخش واترلو (به انگلیسی: Waterloo Township) یک منطقهٔ مسکونی در ایالات متحده آمریکا است که در شهرستان آتن، اوهایو واقع شده‌است.
 بخش واترلو ۹۸٫۲ کیلومتر مربع مساحت و ۲٬۵۶۲ نفر جمعیت دارد و ۲۴۶ متر بالاتر از سطح دریا واقع شده‌است.